# Henry Norris Russell
Henry Norris Russell, ameriški astronom in astrofizik, * 25. oktober 1877, Oyster Bay, Long Island, New York, ZDA, † 18. februar 1957, Princeton, New Jersey, ZDA.

## Življenje in delo
Russell je študiral na Univerzi Princeton, kjer je doktoriral leta 1900. Po podoktorskemu delu v Angliji se je vrnil predavat v Princeton in leta 1912 postal rektor univerze.
Bil je eden od pionirjev sodobne astrofizike. Hertzprungovi odvisnosti sija in temperature zvezd je v letih 1904 do 1913 in 1915 dal obliko v H-R diagram. Vanj je vnesel absolutni izsev na ordinato in spektralni razred zvezd na drugo os. Ugotovil je, da leži večina zvezd v pasu med zgornjim levim in spodnjim desnim ogliščem diagrama. Ta pas se zato imenuje glavna veja. Njegova teorija pojasnjuje, da se zvezda rodi z zgoščevanjem snovi v hladno, rdečo velikanko. Ko se krči pod vplivom lastne gravitacije, se segreva in leze po glavni veji navzdol in konča kot rdeča pritlikavka oziroma temna mrtva zvezda. Danes vemo, da je ta tako mikavna teorija napačna. Rdeča orjakinja, npr. Betelgeza ni mlada zvezda, temveč je, ravno nasprotno, zelo stara zvezda, ki je izčrpala že skoraj vso zalogo jedrskega goriva. Tedaj še niso vedeli, da zvezde svetijo zaradi jedrskih reakcij v njihovi notranjosti in ne zaradi stalnega krčenja. Njihov razvoj je tako močno odvisen od mase snovi, ki se je skčila v protozvezdo kot zarodek zvezde.
Leta 1913 je dopolnil Lockyerjevo teorijo o razvoju zvezd, ki je bila prva resna teorija, leta 1925 pa je izdelal novo teorijo.
Skupaj z Duganom in Stewartom je leta 1927 napisal vplivni učbenik astronomije: Astronomija: Popravljena izdaja Youngovega Astronomskega priročnika (A Revision of Young’s Manual of Astronomy) (Ginn & Co., Boston, 1926-27, 1938, 1945). Učbenik so uporabljali dvajset let in je imel dva dela: prvi del Osončje (The Solar System) in drugi Astrofizika in astronomija zvezd (Astrophysics and Stellar Astronomy).

## Priznanja

### Nagrade
Kraljeva astronomska družba (RAS) mu je leta 1921 podelila zlato medaljo, leta 1922 je prejel medaljo Henryja Draperja in leta 1925 je za svoje znanstveno delo na področju astronomije prejel medaljo Bruceove.

### Poimenovanja
Po njem se imenuje lektorat Henryja Norrisa Russlla, ki ga za življenjsko delo podeluje Ameriško astronomsko društvo. Prav tako se po njem imenujeta kraterja na Luni (Russell) in na Marsu (Russell).